# 5×2 – Fünf mal zwei
5×2 – Fünf mal zwei ist ein französischer Spielfilm von François Ozon aus dem Jahr 2004.

## Handlung
Der Film erzählt die Geschichte eines Paares in umgekehrter Chronologie, also angefangen vom Scheitern dieser Beziehung bis zurück zum Zauber ihrer ersten Begegnung. Dies sind die fünf Kapitel ihrer gemeinsamen Geschichte.
- Die Scheidung
- Die Krise
- Die Geburt ihres Kindes
- Die Hochzeit
- Die Begegnung

## Kritiken
Urs Jenny meinte im Spiegel: „Das Tolle an diesem Film ist, dass er seinen Rückwärtsgang vollkommen plausibel und sinnfällig macht. Seine Erzählbewegung bringt einen paradoxerweise dazu, […] mit der Frage zu spielen […]: War diese Beziehung, diese Liebe zwischen Marion und Gilles von Anfang an zum Scheitern verurteilt?“
Der Filmdienst (21/2004) beschreibt den Film als eine „subtile Reflexion über die Missverständnisse und Unsicherheit, der Einsamkeit zu zweit und die Zerbrechlichkeit der Gefühle bis zu Momenten starker Sehnsucht und Zärtlichkeit, Hingabe und Lust“. Der Film sei „detailreich inszeniert“ und „hervorragend gespielt“.
„[T]rotz brillanter Darsteller und manch trefflicher Details wirken die über einen Zeitraum von fünf Jahren verstreuten Episoden aus Marions und Gilles’ Leben psychologisch zu unergiebig“, befand hingegen Cinema. „Die leider alltägliche Story vom Niedergang einer Ehe“ sei „rückwärts, aber wenig effektvoll erzählt“.

## Auszeichnungen
Der Film lief im Jahr 2004 im Wettbewerb der Internationalen Filmfestspiele von Venedig um den Goldenen Löwen, konnte sich aber nicht gegen Mike Leighs Vera Drake durchsetzen. Valeria Bruni Tedeschi gewann den Pasinetti-Preis als Beste Darstellerin.